# Podciąg

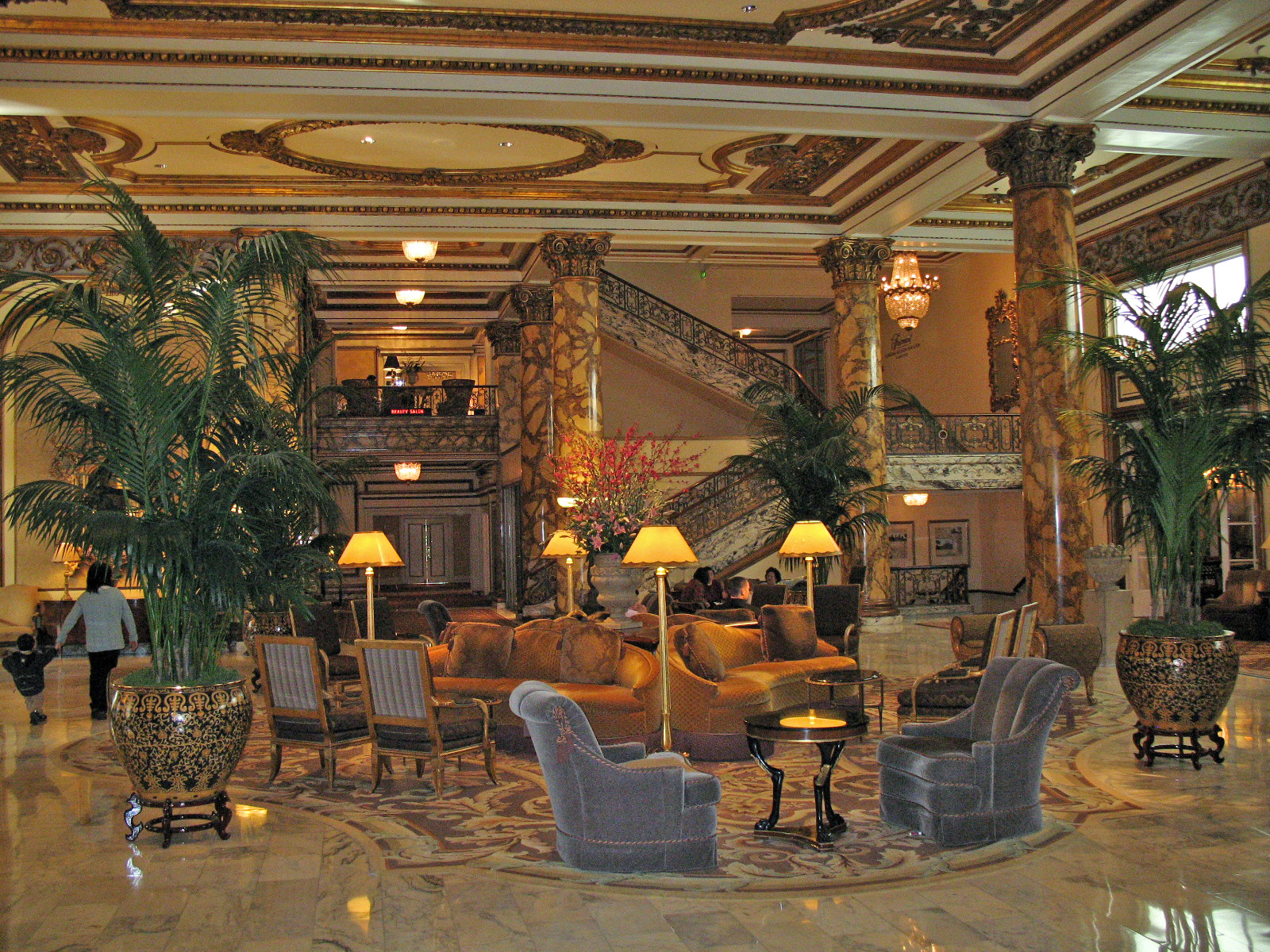
Widoczne podciągi w hallu hotelowym

Podciąg – element konstrukcyjny w postaci belki (zazwyczaj poziomej), stanowiący najczęściej podporę dla stropu, dla innych belek nośnych, ścian oraz słupów. Przenosi pochodzące od nich obciążenie i przekazuje na inne elementy nośne, np. ściany lub słupy. Spełnia taką samą funkcję, jak ściana nośna pod stropem, ma jednak zastosowanie, gdy ta ściana jest niepożądaną przegrodą. 
Dzięki podciągom udaje się zwiększyć rozpiętość stropów i w związku z tym wielkość pomieszczeń, np. hale. Podciąg jest widoczny tylko maksymalnie kilkadziesiąt centymetrów pod stropem. Uzależnione jest to od kilku czynników, jak: wielkość obciążenia, długość podciągu i jego szerokość. 
Podciąg może być zupełnie niewidoczny (podciąg ukryty), kiedy jego wysokość jest równa grubości stropu. 
Podciągi występują jako konstrukcje żelbetowe (również prefabrykowane), kompozytowe (wzmocnione włóknem szklanym), stalowe lub zdecydowanie rzadziej drewniane.